# Rotaia Vignoles
La rotaia Vignoles è il tipo di rotaia maggiormente usato nella costruzione di linee ferroviarie.

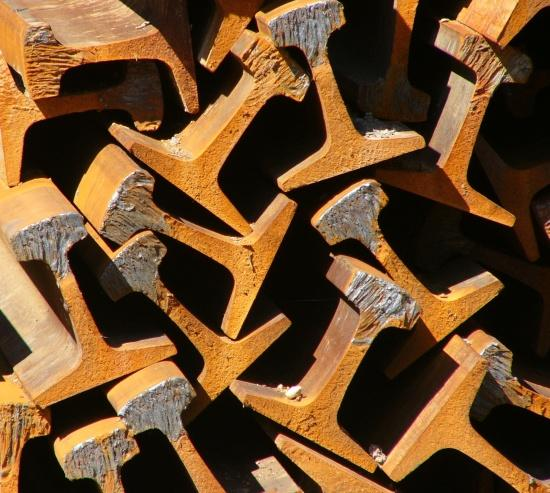
Rotaie a profilo Vignoles usurate.

Tale tipo di rotaia ha progressivamente sostituito a partire dal 1831 i precedenti tipi, è divenuta di uso comune su tutte le strade ferrate, ed è tuttora in uso. Deve il suo nome all'ingegnere inglese Charles Vignoles, che la introdusse in Europa nel 1836, dopo averla notata negli Stati Uniti d'America dov'era impiegata da alcuni anni dall'inventore Robert Livingston Stevens.
La forma della rotaia, ormai classica, è quella di un profilato a doppio "T", dalla base più larga con lo stelo alto su cui posa e si allarga il piano di rotolamento dalla forma a fungo. Infatti la parte superiore si chiama "fungo", quella centrale più stretta "anima" e la base a forma di T rovesciata "suola".

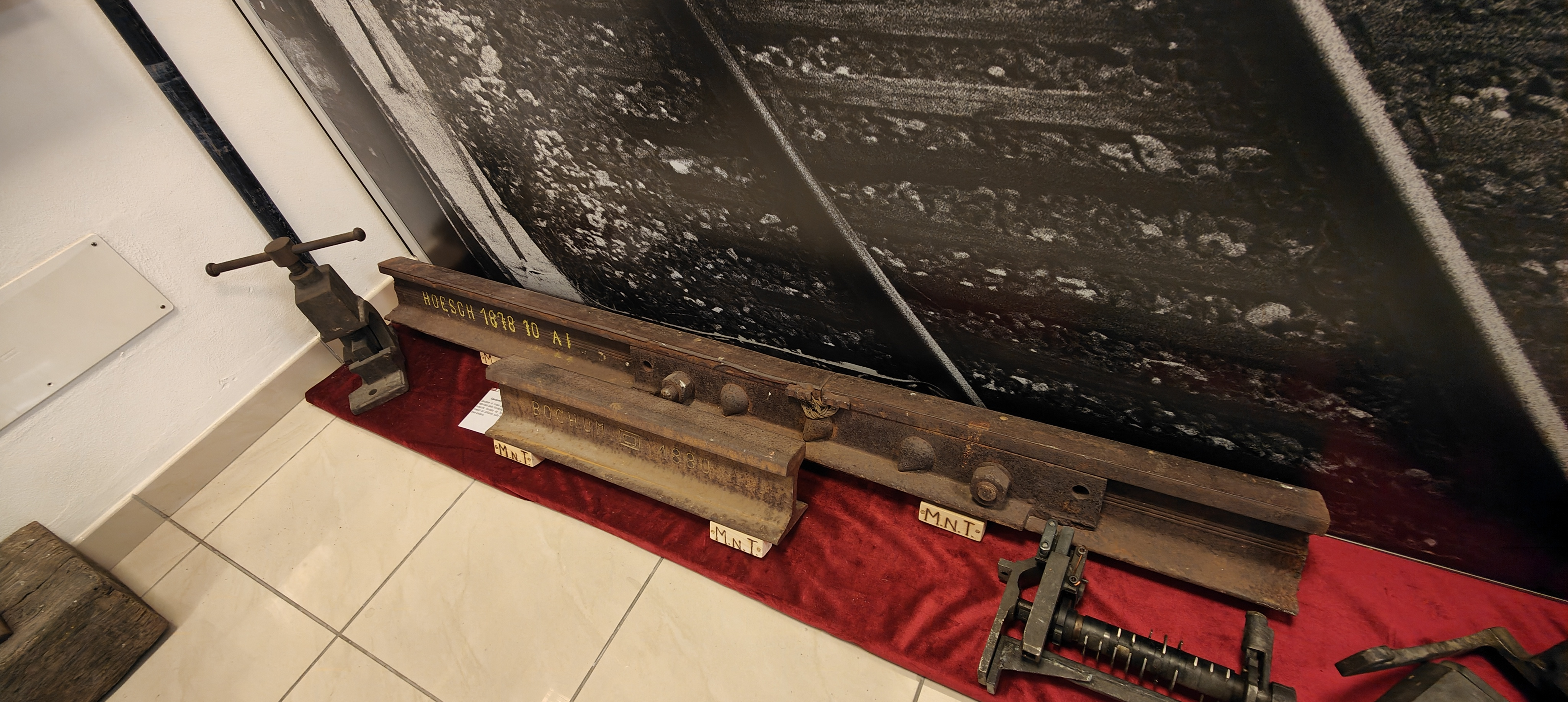
Spezzoni di binario rispettivamente (in alto) epoca 1878 costruz. Hoechs e Bochum del 1880 esposti al Museo dei Trasporti Stazione di Taggia-Arma

Le caratteristiche delle rotaie si sono evolute nel tempo sia come aumento della qualità dell'acciaio sia per le misure del profilo, e sono solitamente indicate con una data impressa su ogni segmento, e da un codice UIC composto dalla sigla UIC seguita dal peso in kilogrammi di un metro di rotaia. Agli inizi vennero usate rotaie da 18, 25 o 27 kg/m. In seguito divennero assai diffuse le rotaie da 36 kg/m per le ferrovie meno importanti e da 46 o 48 kg/m per quelle principali. A partire dagli anni sessanta anche in Italia si è cominciato a sostituire in occasione delle manutenzioni e degli ammodernamenti le varie tipologie di rotaia con quelle unificate UIC 50 e UIC 60 (che pesano quindi rispettivamente cinque e sei tonnellate per 100 metri). Maggiore il peso lineare, maggiori le prestazioni.
La norma UNI relativa alle rotaie Vignoles è la UNI 3141.

## Storia

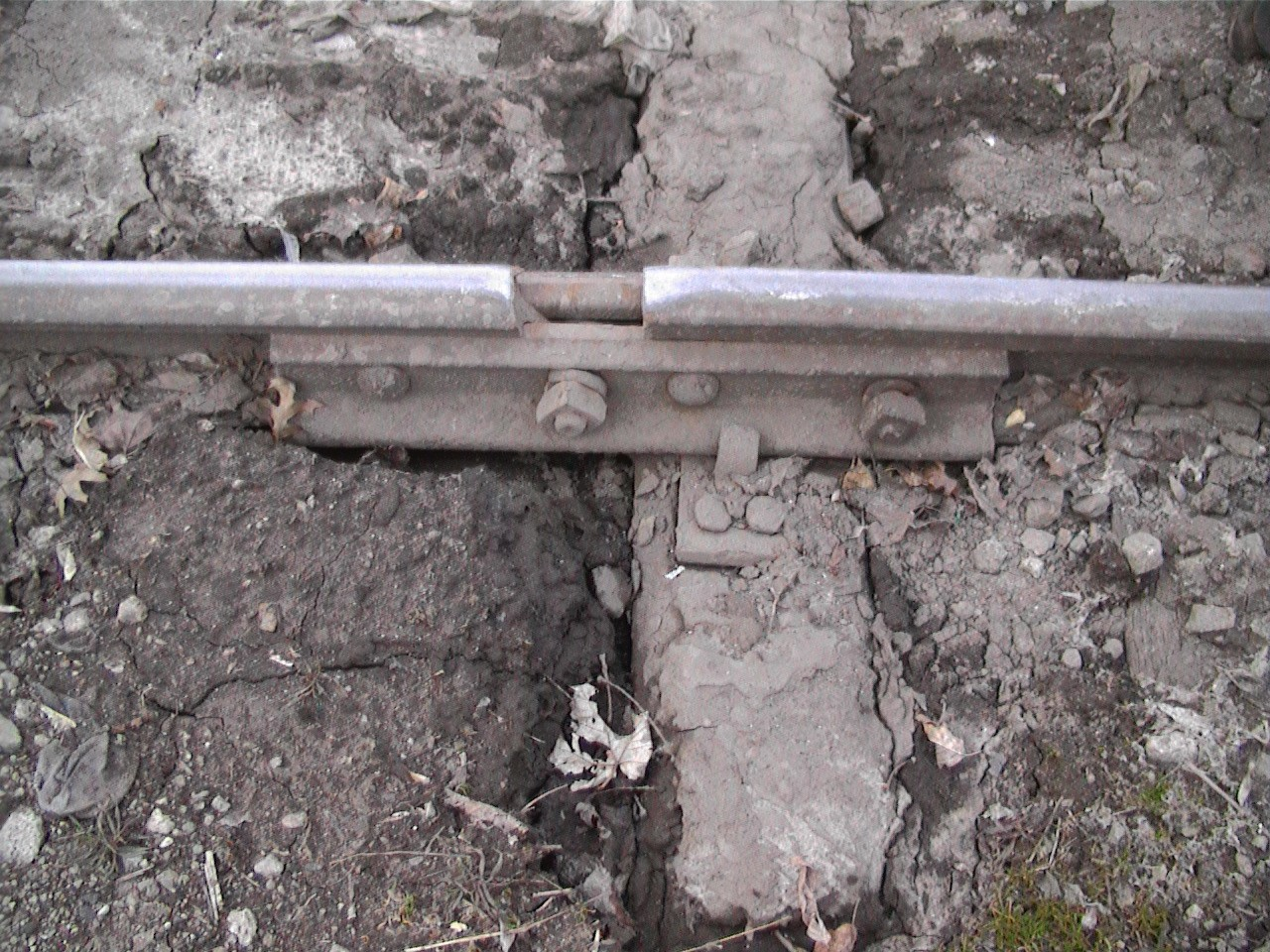
Una vecchia giuntura difettosa su un binario di deposito.

In principio il tipo di rotaia più usato era quello in legno, con una fascia metallica sul piano superiore. Tuttavia queste rotaie resistevano molto male alle sollecitazioni e al clima, per cui il colonnello Robert L. Stevens, presidente della Camden and Amboy Railroad pensò di sostituire il legno con binari interamente in ferro.
Allora la tecnologia americana era ancora arretrata rispetto a quella europea, per cui si rivolse agli inglesi, gli unici a poter produrre un tipo di rotaia con profilo a T. Nel Regno Unito era abbastanza diffuso un tipo di rotaia simile, già in produzione per l'uso nelle ferriere.
Nel maggio del 1831 furono consegnate a Filadelfia le prime 500 rotaie, ognuna delle quali lunga 4,5 m e dal peso di 16 kg al metro. In seguito, si diffusero rapidamente negli Stati Uniti ed in Europa. Originariamente il materiale era piuttosto duttile, ma col tempo migliori leghe resero le rotaie Vignoles sicure ed affidabili.

## Tecnica

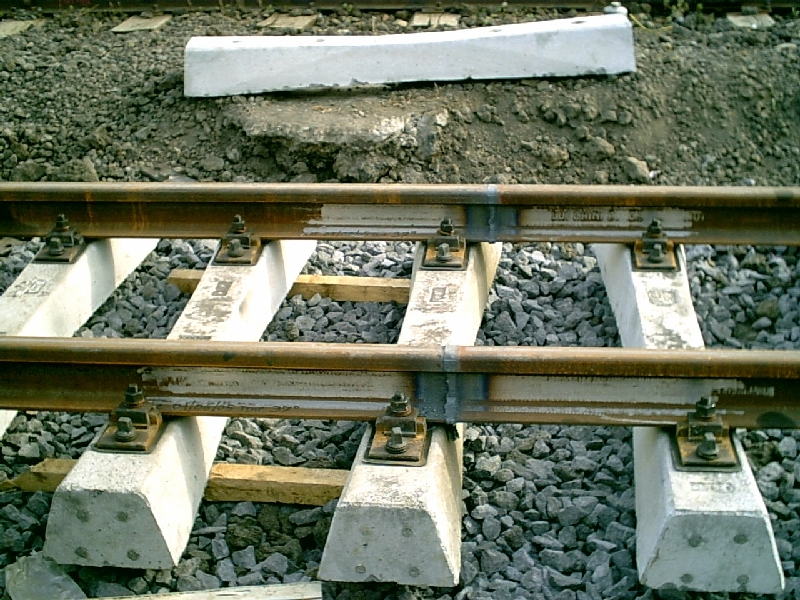
Saldatura di rotaie 50 UNI nella stazione di Belpasso della Ferrovia Circumetnea.

Per fissare la rotaia alle traversine il colonnello Stevens inventò un sistema basato su chiodi piegati, che infilati nella traversa trattenevano la piastra inferiore del binario.
Il sistema, pratico ma poco affidabile, venne in seguito sostituito da bulloni a testa larga avvitati direttamente nel legno della traversa. Il sistema venne perfezionato interponendo delle piastre in ferro, avvitate nel legno, e avvitando le rotaie con bulloni alla piastra.
Le traverse sono appoggiate su uno strato di pietrisco detto massicciata, e parzialmente ricoperte, e ciò garantisce stabilità e drenaggio.
La giuntura tra i due segmenti di rotaia è il punto più debole di un binario. Nelle prime ferrovie in ferro i tratti (molto più corti rispetto agli attuali, 5 metri contro i 36 di oggi) erano uniti da una semplice piastra di metallo rivettata allo stelo della rotaia.
Questo tipo di sistema è stato perfezionato nel tempo, passando alla bullonatura prima e alla saldatura poi. Il progresso tecnologico ha permesso di ridurre notevolmente le vibrazioni e le scosse trasferite ai veicoli dalle giunture dei binari. Oggi le traverse in legno sono in corso di abbandono, sostituite da quelle in cemento. Di recente anche i sistemi di fissaggio alla traversa sono stati migliorati, sostituiti da fissaggi di tipo elastico che assorbono meglio le vibrazioni del treno in corsa e sono di più semplice installazione.
Nei primi anni duemila si diffuse l'attacco pandrol poi soppiantato una decina di anni dopo dal più affidabile Vossloh.
Il primo prevede il fissaggio del fermaglio a incastro all'interno di un'asola in ferro annegata nel cemento della traversa, il secondo prevede invece che il fermaglio, di forma diversa, sia fissato attraverso una vite detta "caviglia" avvitata all'interno di un tassello in plastica a sua volta avvitato nel calcestruzzo.